# Marge – královna silnic
Marge – královna silnic (v anglickém originále Marge Simpson in: "Screaming Yellow Honkers") je 15. díl 10. řady (celkem 218.) amerického animovaného seriálu Simpsonovi. Scénář napsal David M. Stern a díl režíroval Mark Kirkland. V USA měl premiéru dne 21. února 1999 na stanici Fox Broadcasting Company a v Česku byl poprvé vysílán 30. ledna 2001 na stanici ČT1.

## Děj
Rodina Simpsonových se pokouší opustit Springfieldskou základní školu poté, co zhlédne špatnou talentovou show učitelů školy. Když sedí na parkovišti kvůli Margině bázlivé jízdě, Homer vidí Krustyho, jak řídí Canyonero, a koupí si jedno pro sebe. Lenny a Carl mu však řeknou, že si koupil „řadu F“, která je určena pro ženy. V rozpacích předá vozidlo Marge, které se zpočátku nelíbí kvůli své velikosti a vlastnostem, ale brzy si ho oblíbí a vypěstuje si silniční zuřivost. Později dostane Marge od náčelníka Wigguma pokutu za to, že se prořítila pohřebním průvodem, a nařídí jí absolvovat kurz defenzivní jízdy. Při odchodu z kurzu omylem vjede s Canyonerem do vězení, nechá z něj utéct několik vězňů a přijde o řidičský průkaz. 
Později Homer, Bart a Líza navštíví zoologickou zahradu, kde Homer vystřelí z praku kámen na lemura, čímž způsobí řetězovou reakci, po které nosorožci zešílí a utečou. Policie požádá Marge, aby použila své Canyonero k zastavení divokých zvířat, ale ona odmítne, dokud neuvidí, že je její rodina v nebezpečí. Podaří se jí zvířata obklíčit a děti zachránit, ale jedno ze zvířat uteče s Homerem na rohu. Marge pronásleduje rozzuřeného nosorožce na staveniště a úmyslně nabourá, čímž způsobí výbuch vozidla. Nosorožec se pokusí oheň zadusit, což umožní ošetřovatelům v zoo ho chytit a Homerovi utéct. 

## Produkce
Nápad na tuto epizodu vznikl na základě provedené studie, která ukázala, že ženy mají více případů silniční zuřivosti než muži. Jména ostatních prodejců aut na tabuli v autoservisu jsou kamarádi Mikea Scullyho ze střední školy. Film o silniční zuřivosti, který šéf Wiggum promítá během hodiny silniční zuřivosti, se původně jmenoval Screaming Yellow Honkers a měl jej původně uvádět Troy McClure, nicméně jeho dabér Phil Hartman v roce 1998 zemřel. Skupina lidí vybíhající ze zoologické zahrady před Homerem, Bartem a Lízou jsou karikatury Mikea Scullyho, jeho ženy a dětí, které jsou také vidět, jak běží za reportáží Kenta Brockmana. Vedení Fox Broadcasting Company se nelíbily pozitivní odkazy na NBC, které zazněly ke konci epizody. Jako kompromis přidali scenáristé během závěrečných titulků pasáž, v níž Homer pod mířidlem pistole čte prohlášení, které znevažuje NBC a chválí Fox (a krátce chválí CBS, což vyústí v jeho zastřelení).

## Kulturní odkazy
Ve snaze zastavit nosorožce Homer vykřikne „Jumanji!“, což je odkaz na film Jumanji. Marge zmíní Dateline NBC a bývalého moderátora Stonea Phillipse. Paní Krabappelová zatančí balónkový tanec a zazpívá „Fever“, hit Peggy Leeové z roku 1958. Ostatní učitelé parodují písně z filmu Sláva. Zpěvačka Courtney Loveová je propagována na krabici snídaňových cereálií Wheaties.

## Přijetí
V původním vysílání skončil díl v týdnu od 15. do 21. února 1999 na 43. místě v žebříčku sledovanosti s ratingem 8,7, což odpovídá přibližně 8,6 milionu domácností. Byl to třetí nejlépe hodnocený pořad na stanici Fox v tomto týdnu, hned po Ally McBealové a Aktech X.
Peter Brown z časopisu If ve své recenzi desáté řady Simpsonových poznamenává, že Marge – královna silnic spolu s díly Školní večírek, Bart se nevzdává a Homer Simpson a ledvina byly „jedny z nejlepších epizod řady“.
Autoři knihy I Can't Believe It's a Bigger and Better Updated Unofficial Simpsons Guide, Warren Martyn a Adrian Wood, ve své recenzi na epizodu napsali, že díl je „velmi chytrý, s velmi suchým humorem a je ukázkou toho posledního, od koho byste čekali, že bude trpět vztekem na silnici. Několik krásných momentů (Marge ztrácející trpělivost s Agnes a Kearneym) je skvělých, zejména její jízda přes kukuřičné pole. Bohužel Canyonero nepřežije zážitek z této epizody, což by bylo příjemné, už jen proto, že bychom za volantem pravidelně viděli Marge, a ne Homera.“